# أندريه فيليبي لوبيز ألميدا
أندريه فيليبي لوبيز ألميدا (16 مايو 1995 - ) هو لاعب كرة قدم برتغالي في مركز الدفاع.

## وصلات خارجية
- أندريه فيليبي لوبيز ألميدا على موقع قاعدة بيانات كرة القدم.إي يو (الإنجليزية)
- أندريه فيليبي لوبيز ألميدا على موقع Soccerway.com (الإنجليزية)